# Mstislav Dobujinski

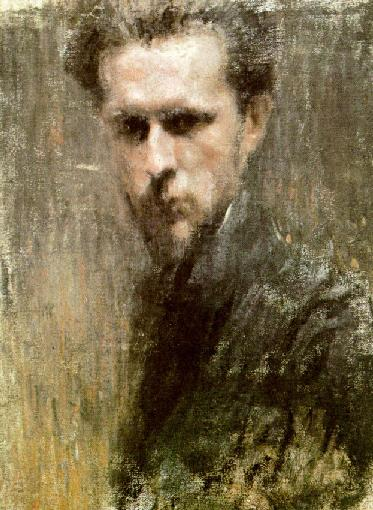
Autoportret.

Mstislav Valerianovici Dobujinski (în rusă Мстисла́в Валерианович Добужинский, Mstislavas Dobužinskis; n. 2/14 august 1875, Novgorod, Imperiul Rus – d. 20 noiembrie 1957, New York City, New York, SUA) a fost pictor rus de origine lituaniană, care a fost parte a amplei mișcări artistice a avangardei ruse.
Pictor de șevalet, bun cunoscător al tuturor tehnicilor din pictura secolelor anterioare, dar mai ales a picturii secolului al XIX-lea, Dobujinski, după varii faze artistice din cariera sa, s-a „stabilit,” în final, pe pictura peisajelor, cu tușa sa proprie și inconfundabilă de modernism.

## Galerie

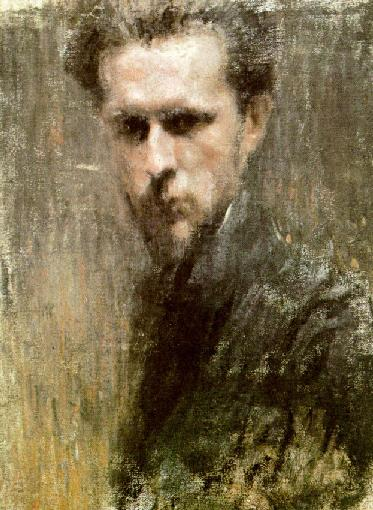
Autoportret (tehnică mixtă, 1900 - 1901)
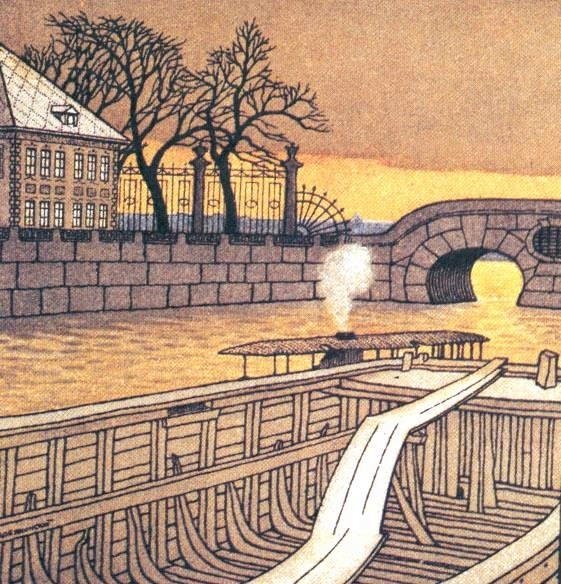
Râul Fontanka – Palatul de vară al lui Petru cel Mare (grafică, 1903)
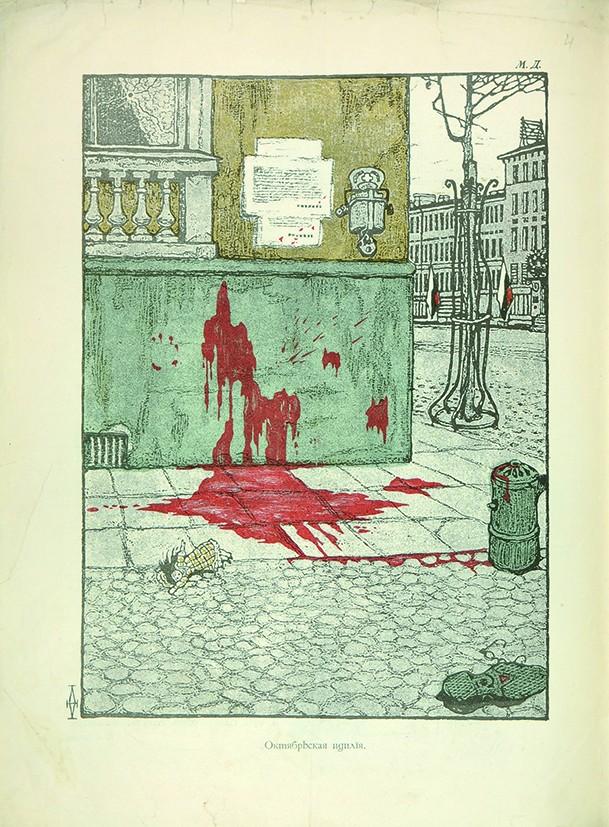
Idilă de octombrie (tehnică mixtă, 1905)
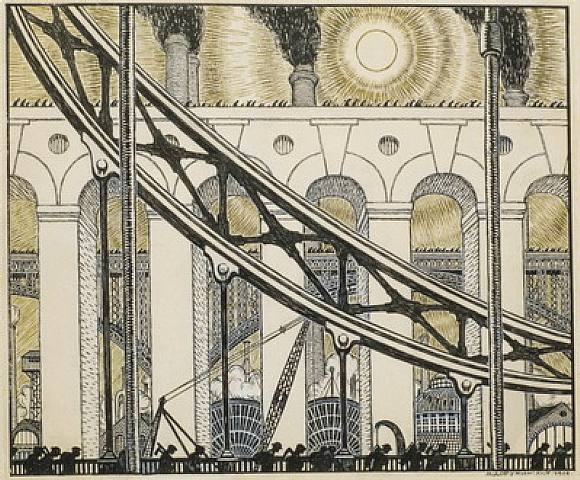
Proiect pentru primul almanah Chipovnick (grafică, 1906)
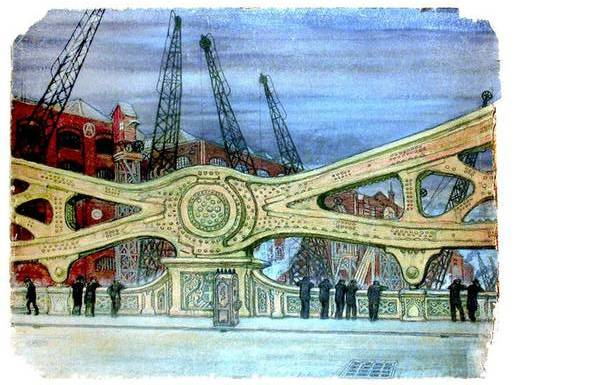
Podul Londrei (desen, creioane colorate1908)
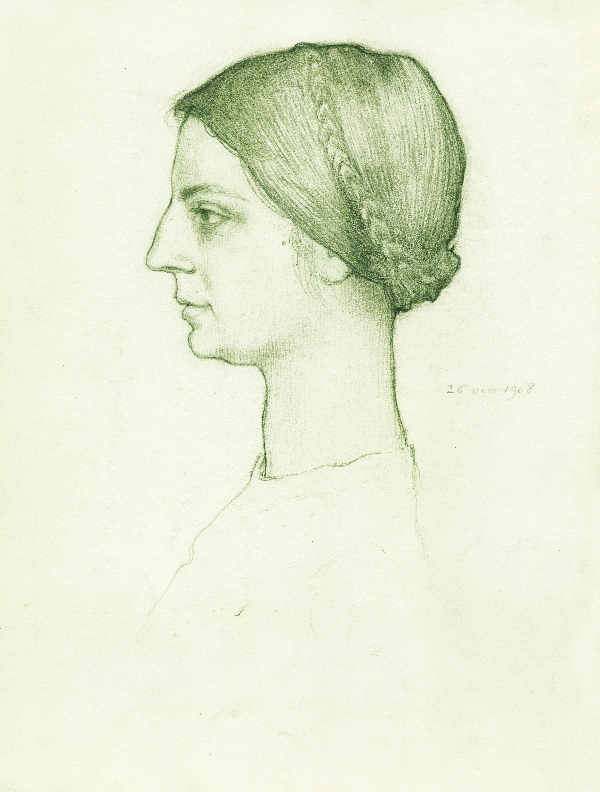
Portret prerafaelit (desen, 1908)
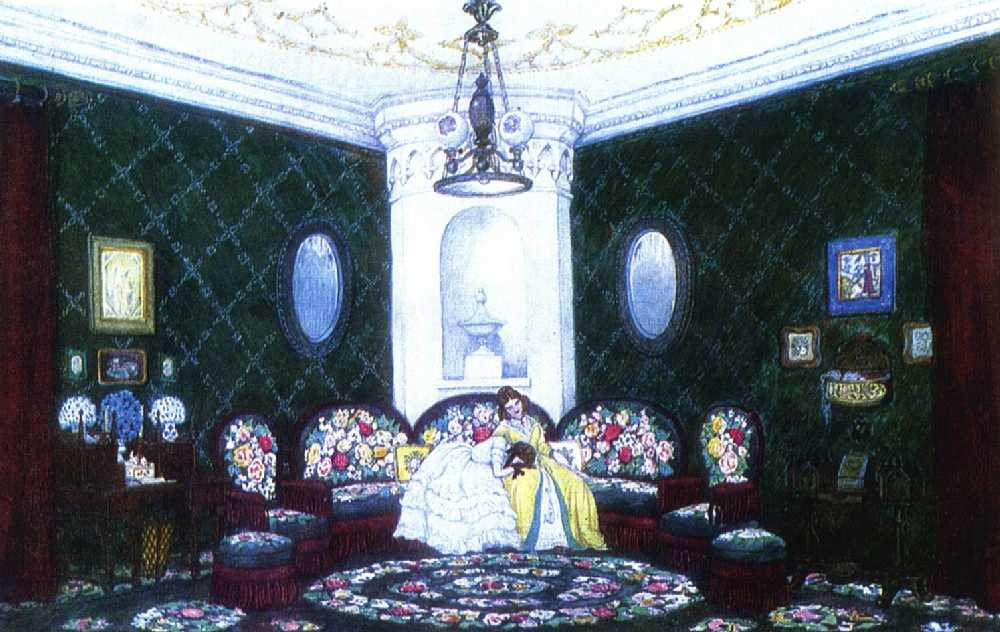
O lună la țară (tehnică mixtă, 1909)
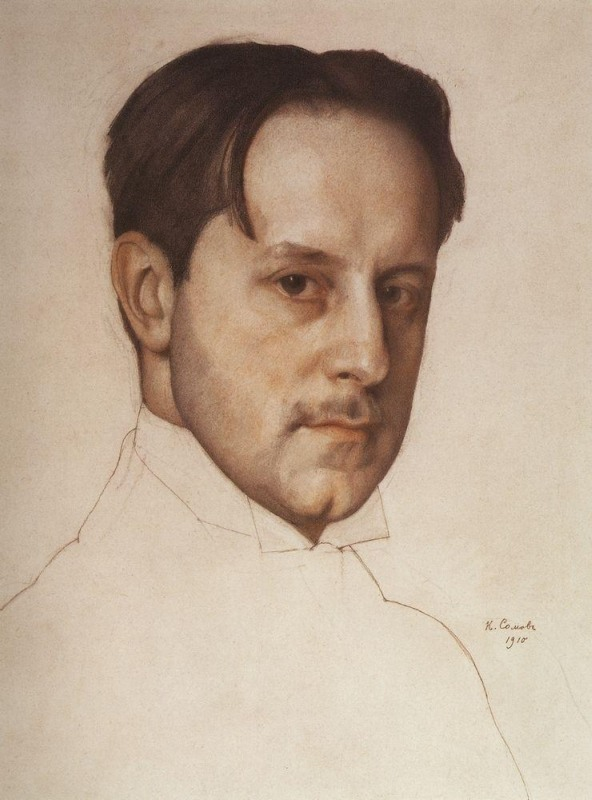
M. V. Dobuzhinsky / Dobujinski de K. Somov (desen, 1910)
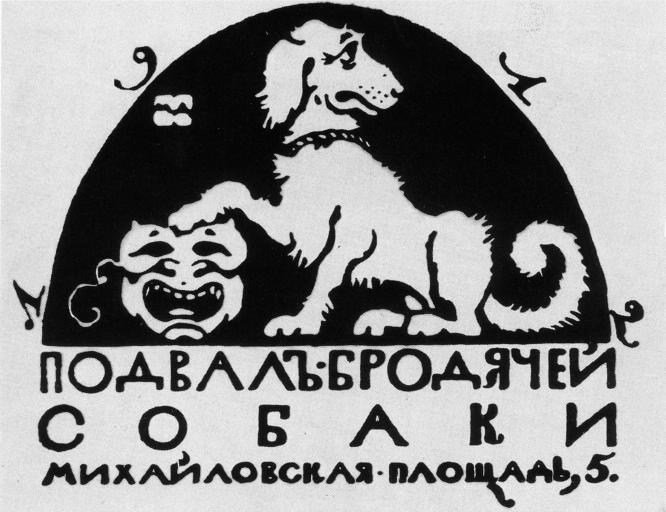
Logo pentru cafeneaua Câinele vagabond (grafică, 1912)
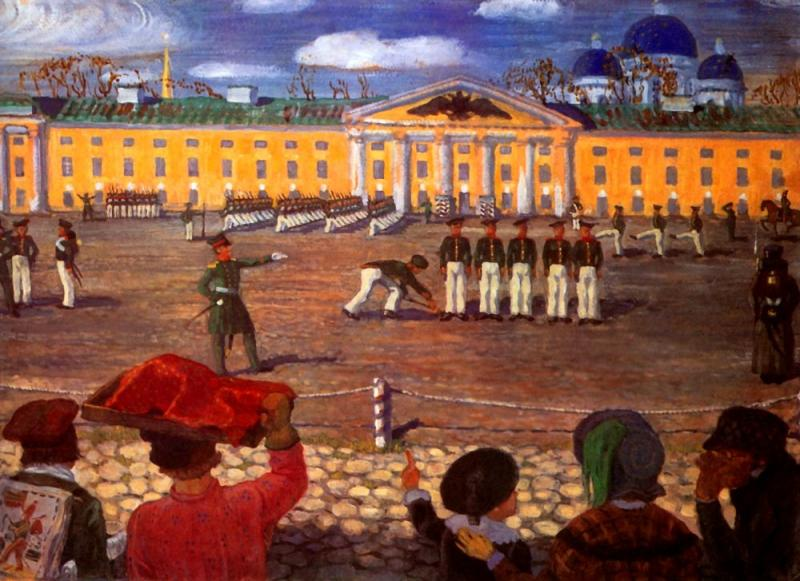
Antrenament al soldaților în timpul domniei lui Nicolae I (pictură, circa 1913)
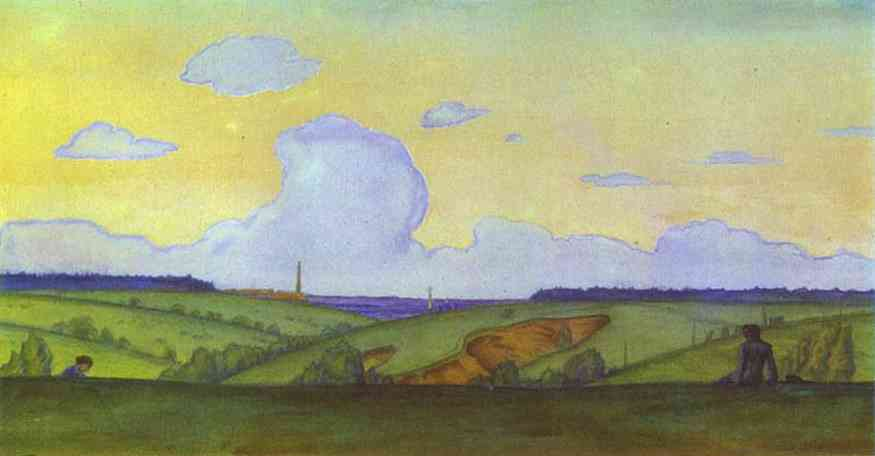
Peisaj, seara (guașă, 1915)